# Casa de Água Rosada
A Casa de Água Rosada foi a última casa governante do Reino do Congo durante os séculos XIX e XX. Foi um dos principais clãs durante a Guerra Civil do Congo, juntamente com os candas de Quimpanzo, Quinzala e Quincanga.

## Etimologia
O nome "Água Rosada" significa "Água Rosa" em referência ao rio Congo.[carece de fontes?]

## Origens
A Casa de Água Rosada foi fundada pelos três filhos de Sebastião I, membro da Casa de Quinzala e que foi casado com uma princesa da Casa de Quimpanzo. Com isso era um clã derivado de dois clãs também derivados da Casa de Luqueni, dando legitimidade para governar.
Os três irmãos reinaram sobre um pequeno território nas montanhas congolesas sediado na fortaleza de Quibango. Durante a guerra civil do Congo todas as casas reais se concentravam em determinadas regiões e batalhando pelo trono.
A casa passou a predominar com o rei Pedro IV, que unificou o país após quatro décadas de guerra. Na reunificação do país, foi instaurada a monarquia eletiva, onde as casas alternavam o trono com seus respectivos pretendentes.
Após ano de guerras e conflitos, a Casa de Água Rosa voltou ao poder no século XIX com a vassalagem portuguesa e permaneceu até o fim da monarquia.[carece de fontes?]